# Via Crucis di Gino Severini

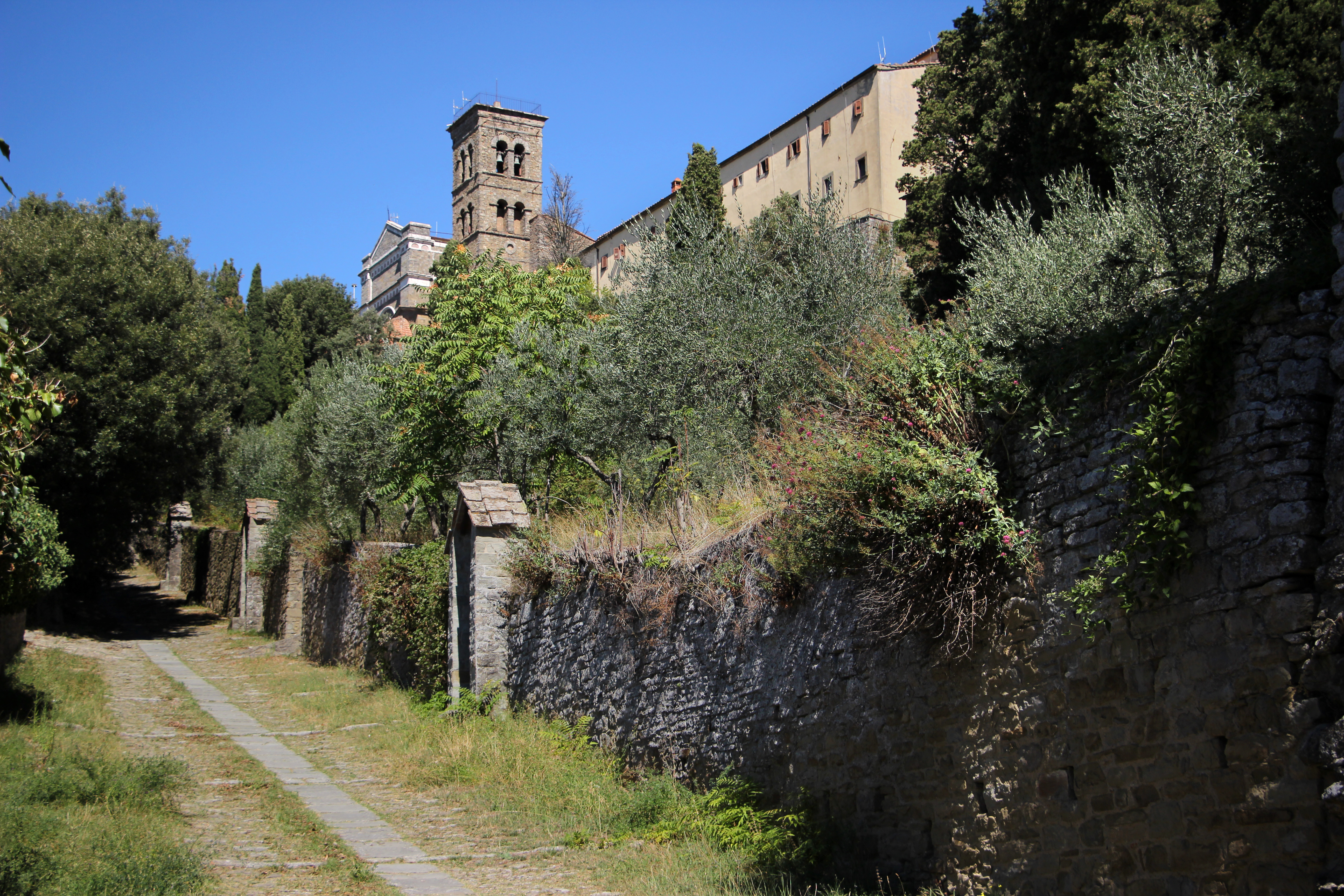
Stazioni lungo la via Santa Margherita

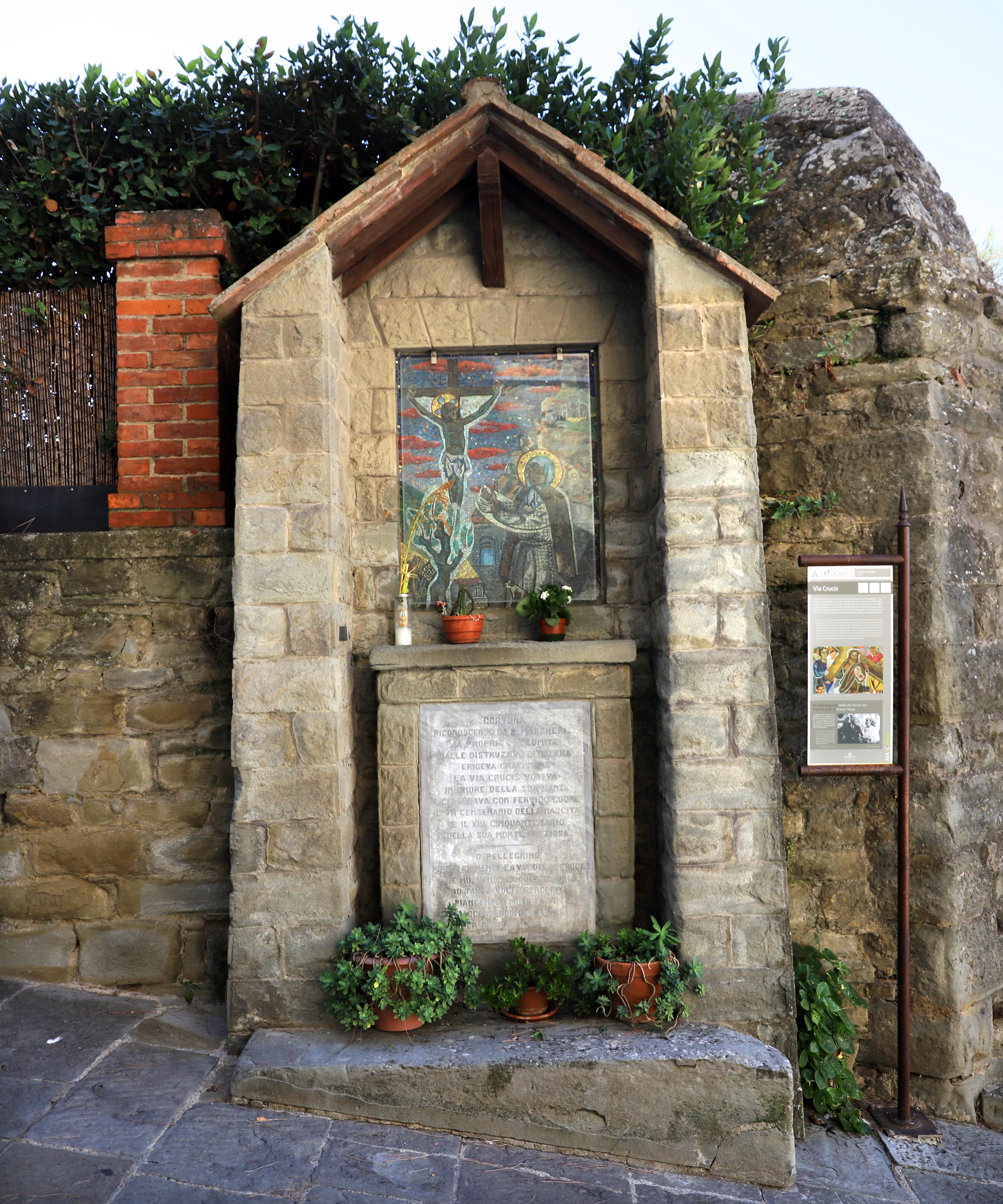
Una stazione

La Via Crucis di Gino Severini è un percorso devozionale di Cortona, che si snoda lungo via Santa Margherita, dalla porta Berarda dove secondo la tradizione santa Margherita entrò in città nel 1272 da Laviano, alla basilica di Santa Margherita.

## Storia e descrizione
Nel 1947 il vescovo di Cortona Giuseppe Franciolini, commissionò all'artista cortonese Gino Severini una via Crucis come ringraziamento a santa Margherita per aver salvato la città dalle distruzioni belliche. 
Severini disegnò le quattordici stazioni (i cui cartoni sono oggi al Museo diocesano), che vennero poi messe in opera a mosaico entro edicole in pietra. Una quindicesima edicola, all'inizio del percorso, ricorda invece santa Margherita nei pressi della Porta Berarda da dove essa entrò in città per la prima volta. Il cartone di questa scena venne donato dalla Diocesi di Cortona a papa Paolo VI nel 1973, e si trova oggi esposto nella Collezione d'arte religiosa moderna dei Musei Vaticani.
Della Via Crucis parla anche la scrittrice Frances Mayes nel libro Sotto il sole della Toscana.